# 町岛洋一
町岛洋一（日语：／ Machishima Yōichi，1954年12月23日—），日本男子自行车运动员。他曾代表日本参加1974年亚洲运动会自行车比赛，获得一枚金牌。他也曾参加1976年夏季奥林匹克运动会。